# Sèrra des Armèros
La Sèrra des Armèros és una serra situada al terme municipal de Vielha e Mijaran, dins la Vall d'Aran. El seu punt més elevat és la Pica Palomèra, amb una altitud de 2.478 metres. La serra té una orientació predominant est-oest i actua com a divisòria d’aigües entre diverses conques hidrogràfiques. Al vessant nord, s’hi troba l’estany de la Pica Palomèra, situat al circ de capçalera del riu Unhòla. Al vessant sud-oest, neix el barranc de Siesso, afluent del riu de Varradós. Al sud-est, hi ha una zona lacustre de la que surt un emissari que desaigua al riu Unhòla en el Pla de Tor.